# Klondike (solitario)
Klondike è un solitario fatto con le carte spesso chiamato semplicemente Solitario.
Si gioca con un mazzo di carte francesi, ovvero 52 carte (esclusi i Jolly), si dispongono le carte coperte a sinistra del tavolo, se ne prendono sette e si dispongono da sinistra a destra senza rovesciarle. Si continua a distribuire carte in modo che ogni colonna ne abbia un numero uguale alla sua posizione (la prima colonna una, la seconda due, eccetera...). Alla fine si ruota la prima carta di ogni fila. Il campo da gioco dovrebbe essere simile a questo:
In alto sono presenti quattro case (i rettangoli in alto a destra nella figura) che servono per mettere le carte dall'Asso al Re. Le carte si devono pescare dal mazzo in alto a sinistra e impilarle con colori alternati. Queste colonne possono essere parzialmente o completamente spostate sempre seguendo la regola dei colori alternati. Una colonna vuota può essere riempita solo con il Re o con una pila di carte con il Re in cima.
Esistono tre modi in cui le carte possono essere pescate dal mazzo:
- Girando tre carte in una sola pescata, e tutte e tre possono essere messe in gioco in qualunque momento.
- Girando tre carte in una sola pescata, però possono essere messe in campo secondo l'ordine in cui sono uscite.
- Girando una carta alla volta.

## Versioni per computer
Microsoft ha incluso Klondike in Windows dalle versioni 3.x dal 1990, chiamandolo soltanto Solitario (Solitaire). Il gioco è stato sviluppato dall'ex-programmatore della Microsoft Wes Cherry, che diventò famoso perché non fu mai pagato per il suo lavoro; il mazzo di carte è stato disegnato da Susan Kare, designer della Apple. GNOME e KDE hanno le rispettive versioni dei solitari (sol e KPat) dalle prime versioni.
Esistono anche versioni per iPod nano e classic.

## Probabilità di vittoria
Al momento, nessuno conosce quali solitari Klondike sono risolvibili e quanti non lo sono. Nessuno ha provato a trovare un modello matematico per questo gioco. All'incirca, girando tre carte in una sola pescata che possono essere messe in campo solo secondo l'ordine in cui sono uscite, le probabilità statistiche di vittoria sono circa del 3% (1 a 30).
Una versione modificata del gioco, chiamata "Thoughtful Solitaire", prevede che il giocatore possa vedere ogni singola carta del tavolo da gioco all'inizio della partita. Nel solitario in forma elettronica, ciò equivale a lasciare al giocatore la possibilità di tornare indietro indefinitamente annullando ogni mossa. La percentuale di riuscita di questa variante è stata calcolata in circa l'82%.